# 楽屋裏
楽屋裏とは
- 楽屋内のこと。転じて、裏の事情や内情のことを表す。
- 「4コママンガ劇場」における漫画家のコーナー。4コママンガ劇場#楽屋裏を参照。
- 魔神ぐり子の漫画作品。本稿ではこれについて記す。

『楽屋裏』（がくやうら）は、魔神ぐり子による日本の漫画作品。『コミックZERO-SUM』（一迅社）で2006年から連載されている。2009年には続編の形で『楽屋裏-貧乏暇なし編-』と改題された。また、商業誌では描けないネタを盛り込んだ同人誌版も発行されている。作者の日常を4コマ漫画形式で描いたもので、その大半を作者と担当編集者・コヤナギとの間の毒のあるやり取りが占めている。
元々は読み切りとして描かれた作品であったが、FAXで送付されたプロットを編集長が絶賛し、約1時間ほどで連載が決定した（楽屋裏1巻・第2話より）。まだ連載が決定していなかった第1話の終わりは、「来月マンガが載るかどうか分からない」と締めくくられており、媚を売るためなのか2度ほどイケメン風のコヤナギの素顔が描かれている。
コミックスは2010年6月現在全3巻、続編の「貧乏暇なし編」が2014年6月現在全3巻刊行。「楽屋裏」としては完結している。コミックス1巻は、峰倉かずや・東まゆみ・武梨えりなど漫画関係者の推薦文が書かれた蛍光ピンクの帯が表紙の3/4に及んでいる。これによりカバーイラストを完全に隠すことに成功し、かろうじてバーコードだけが露出している。帯の大きさは推薦文を依頼された作家によると事後承諾らしい。この3/4を占める帯は第2巻、第3巻でも継続され、第2巻は青、第3巻はオレンジとなっている。
漫画家にも愛読者は多く、峰倉かずや、高河ゆんを始めとする『コミックZERO-SUM』の同僚作家以外にも、松林悟などが愛読している。
続編「貧乏暇なし編」ではない方が文庫化されており、2015年7月時点で上下巻が刊行されている。
2018年11月23日より「楽屋裏-講談社地獄篇-」というタイトルで講談社の『コミックDAYS』にて毎週金曜日更新の連載がスタートすることが告知された。

## 登場人物
魔神ぐり子（まがみ ぐりこ）
主人公。神奈川県在住。腐女子。宮崎県の実家には父が暮らしている。姉は名古屋で夫と2人の子供とともに幸せに暮らしているが、兄は失踪したらしい。母親は既に他界している。
金には目が無いぐうたらであり、完成原稿を催促する担当編集（コヤナギ）との電話で暴言を吐きまくる。自画像はピンクのドレスを着た金髪縦ロールのお姫様で、東まゆみと仲がいい。小柳からは主に豚と罵倒される。
かなりの動物好きで、るるを溺愛している。怪我をした野鳥のヒナを保護して熱心に世話をしていた。幼い頃から、動物園の飼育員に憧れていた。
ダイエットへの情熱が凄まじく、連載中にビリーズブートキャンプを始め、15kg痩せてダイエットに成功した。
握手会では普通の人に加え、ゲイカップル・全作品保持の高齢者・病院から抜け出してきた息も絶え絶えの人など、コアなメンツも現れている。
雑誌連載時はるるというメスの猫と暮らしていたが、2015年12月に他界したことが告知されている。
小柳好夫（こやなぎ よしお）
本作の準主人公。通称・コヤナギ。1975年生まれ、富山県出身。元ゼロサム編集長にして、魔神ぐり子の現・担当編集者。魔神の罵倒にも臆することなく攻撃的な台詞を浴びせ、さらに不毛なやり取りを加速させる。実際に行われるやり取りは作品中と大差はないらしい。かつては『ぱふ』の編集者だった。
作中では剣道の面を着用する（イベントでも着用するらしい）。顔の表情を表さず、毒のある言葉のギャップが非常に強烈なキャラクター。常に忙しいらしく、久しぶりに休暇を得られる際は、はしゃぎにはしゃいだ挙句に翌日の仕事に備えて寝る。
キャバクラとジャンクフードが大好き。「貧乏暇なし編」で結婚した（※妻はうさぎの顔で描かれている）。後に猫2匹（だいずとにがり）を飼い始める。
アニメ版『破天荒遊戯』に、プロデュース協力で参加している。
2018年3月に魔神と打ち合わせした折に一迅社を退社していることがわかり、現在は講談社に勤務している。

## 講談社地獄編からの登場人物
米山（よねやま）
講談社の編集長。作中での顔は大仏になっている。本編での登場は少ないが、魔神のTwitterで行われる更新告知ツイートのおまけ漫画に登場することが多い。

## 一迅社時代の登場人物
小林（こばやし）
2012年7月に入社した魔神ぐり子の元・担当編集者。元講談社勤務。既婚者かつ一児の父。猫2匹（ロシアンブルーのシアンと種類不明のうなぎ）を飼っている。
ヘビースモーカーで、かつパチスロとTIGER & BUNNYが好き。魔神の担当になるにあたって、本人に「あることないことネタにするけど、いいのか？」と問われて「好きにやってください」と快諾(?)したらしい。楽屋裏の連載が100回を迎えた直後に一迅社を退社し、別の出版社に移った事が明かされた。
小柳と同じく、顔に作中では目だし帽を着用している。
杉野庸介
『コミックZERO-SUM』の前・編集長。魔神曰く「サオ屋のオッサン」のような顔。第3巻登場人物紹介では「リアルムスカ」と言われている。登場するときは変なメガネをしている。魔神によく髪の毛の薄さをネタにされている。連載途中で社長業に専念するようになったためか、出番が減っている。「貧乏暇なし編」では猫を2匹（共にベンガル。名前はサンマといわし）飼い始め、文字通りネコかわいがりしている。
現在は社長業を退き、再び編集業務に携わっている。
魔神の父
タクシーの運転手。現在は宮崎県で一人暮らし。スキンヘッド。1000万円の保険に入ったり、独身の娘を心配して見合いを勧めたりと、堅実で常識人だが、やんちゃな過去を持っているらしい。猫が苦手で、あまりるるに近づけず、終には部屋に鍵までかけた。釣りが唯一の趣味だったらしいが、ある理由からパッタリとやめてしまっている。
大和田（おおわだ）
魔神父の友人の息子で、よく魔神家に遊びに来ていた。魔神にタイプの似た姉と弟がいる。非常に冷静で淡白な性格。初登場時は18歳のフリーターだったが、コンピュータ関連会社に就職しサラリーマンとなるも、「貧乏暇なし編」第2巻で退職した。魔神のプライベート時のツッコミ役的存在。料理が趣味らしい。魔神の同人誌の写植を担当することもある。
「貧乏暇なし編」では魔神が神奈川へ引っ越したため出番が減るも連絡は取り合っているようで、たびたび登場している。諸々の出来事で魔神からはゲイ扱いをくらっている。
井上マサト
神奈川に転居以来頻繁に登場する友人の漫画家。腐女子。スピオンオフ作品"漫画家デビューはしたけれど"では、主人公。少年誌でデビューしたが連載を取るには至っていないが、「貧乏暇なし編」第2巻では短期連載の獲得に成功した。平蔵の現飼い主。のちにメスの野良猫を保護し「くめ」を名付けて飼い猫としている。
講談社地獄編にも「魔神の友人」としてデフォルメした等身大の猫風の姿で登場。
現在はフィギュア原型師「さと」として活動しており、漫画活動は休止中。
風魔（ふうま）
魔神の愛犬。オス。絵柄ではハスキーっぽいが、実際は甲斐犬に近い風貌。人懐っこく元気でやんちゃ。主に各話表紙に登場。特に2巻では微笑ましいエピソードが描かれているが、その後突然体調を崩しその翌日に亡くなった（cf.ブログ)。
るる
魔神の愛猫。メス。推定6歳で、作者が知人からもらった。戸を開けても外に出ない室内猫。後ろ足で立ち、前足でドアや襖を開ける利口な猫。漫画を描いていたり、コヤナギとやりとりしている魔神の傍らに描かれることが多い。魔神の精神状態によっては「黒王」「黒王号」などとも呼ばれる。
その後2015年12月に他界したことが作者のpixivアカウントで告知されている。
平蔵（へいぞう）
井上の愛猫。オス。推定2歳で、作者が近所で保護した。るるとは相性が悪いらしい。非常に元気がよく大食漢で、現在体重6kgほどもある。一時は太りすぎの結果、体調を崩し、猫に好まれないダイエットフードを処方されてもパクパク食べた。
くめ
第3巻で登場した井上の愛猫その2。元野良猫でキジトラのメス。抱っこが嫌い。

## そのほか
モブ編集者
一迅社時代から登場する小柳や小林の同僚や、魔神が他社への持ち込みなどで出会った編集者たち。真面目な者もいれば自社優先な者もいるなど、多種多様な人物が登場する。

## 単行本
- 1巻 2007年2月15日発行（1月25日発売） ISBN 978-4-7580-5269-6
- 2巻 2008年7月15日発行（6月26日発売） ISBN 978-4-7580-5357-0
- 3巻 2010年3月5日発行（2月25日発売） ISBN 978-4-7580-5488-1
- 貧乏暇なし編 1巻 2011年8月5日発行（7月25日発売）　ISBN 978-4-7580-5625-0
- 貧乏暇なし編 2巻 2013年2月5日発行（1月25日発売）　ISBN 978-4-7580-5787-5
- 貧乏暇なし編 3巻 2014年6月5日発行（5月24日発売）　ISBN 978-4-7580-5923-7
- 文庫版上巻 2015年6月25日発売 ISBN 978-4-7580-3069-4
- 文庫版下巻 2015年7月25日発売 ISBN 978-4-7580-3100-4